# Salonnes
Salonnes és un municipi francès, situat al departament del Mosel·la i a la regió del Gran Est. L'any 2007 tenia 169 habitants.

## Demografia

### Població
El 2007 la població de fet de Salonnes era de 169 persones. Hi havia 59 famílies, de les quals 12 eren unipersonals (4 homes vivint sols i 8 dones vivint soles), 20 parelles sense fills, 23 parelles amb fills i 4 famílies monoparentals amb fills.
La població ha evolucionat segons el següent gràfic:
Habitants censats

### Habitatges
El 2007 hi havia 70 habitatges, 58 eren l'habitatge principal de la família, 7 eren segones residències i 5 estaven desocupats. 62 eren cases i 3 eren apartaments. Dels 58 habitatges principals, 54 estaven ocupats pels seus propietaris, 3 estaven llogats i ocupats pels llogaters i 1 estava cedit a títol gratuït; 1 tenia una cambra, 3 en tenien dues, 4 en tenien tres, 12 en tenien quatre i 38 en tenien cinc o més. 50 habitatges disposaven pel capbaix d'una plaça de pàrquing. A 23 habitatges hi havia un automòbil i a 29 n'hi havia dos o més.

### Piràmide de població
La piràmide de població per edats i sexe el 2009 era:
| Homes | Edats   | Dones |
| ----- | ------- | ----- |
| 0     | 95 o +  | 0     |
| 4     | 90 a 94 | 0     |
| 0     | 85 a 89 | 0     |
| 0     | 80 a 84 | 0     |
| 4     | 75 a 79 | 4     |
| 0     | 70 a 74 | 4     |
| 4     | 65 a 69 | 0     |
| 4     | 60 a 64 | 4     |
| 0     | 55 a 59 | 0     |
| 0     | 50 a 54 | 4     |
| 12    | 45 a 49 | 12    |
| 0     | 40 a 44 | 8     |
| 12    | 35 a 39 | 8     |
| 0     | 30 a 34 | 4     |
| 4     | 25 a 29 | 4     |
| 0     | 20 a 24 | 0     |
| 0     | 15 a 19 | 8     |
| 4     | 10 a 14 | 16    |
| 12    | 5 a 9   | 8     |
| 4     | 0 a 4   | 4     |

## Economia
El 2007 la població en edat de treballar era de 110 persones, 72 eren actives i 38 eren inactives. De les 72 persones actives 61 estaven ocupades (33 homes i 28 dones) i 11 estaven aturades (5 homes i 6 dones). De les 38 persones inactives 4 estaven jubilades, 8 estaven estudiant i 26 estaven classificades com a «altres inactius».

### Ingressos
El 2009 a Salonnes hi havia 58 unitats fiscals que integraven 159 persones, la mediana anual d'ingressos fiscals per persona era de 16.762 €.

### Activitats econòmiques
Dels 5 establiments que hi havia el 2007, 1 era d'una empresa de construcció, 2 d'empreses de comerç i reparació d'automòbils, 1 d'una empresa d'hostatgeria i restauració i 1 d'una empresa de serveis.
L'únic servei als particulars que hi havia el 2009 era una lampisteria.
L'any 2000 a Salonnes hi havia 5 explotacions agrícoles.

## Poblacions més properes
El següent diagrama mostra les poblacions més properes.